# Parenica

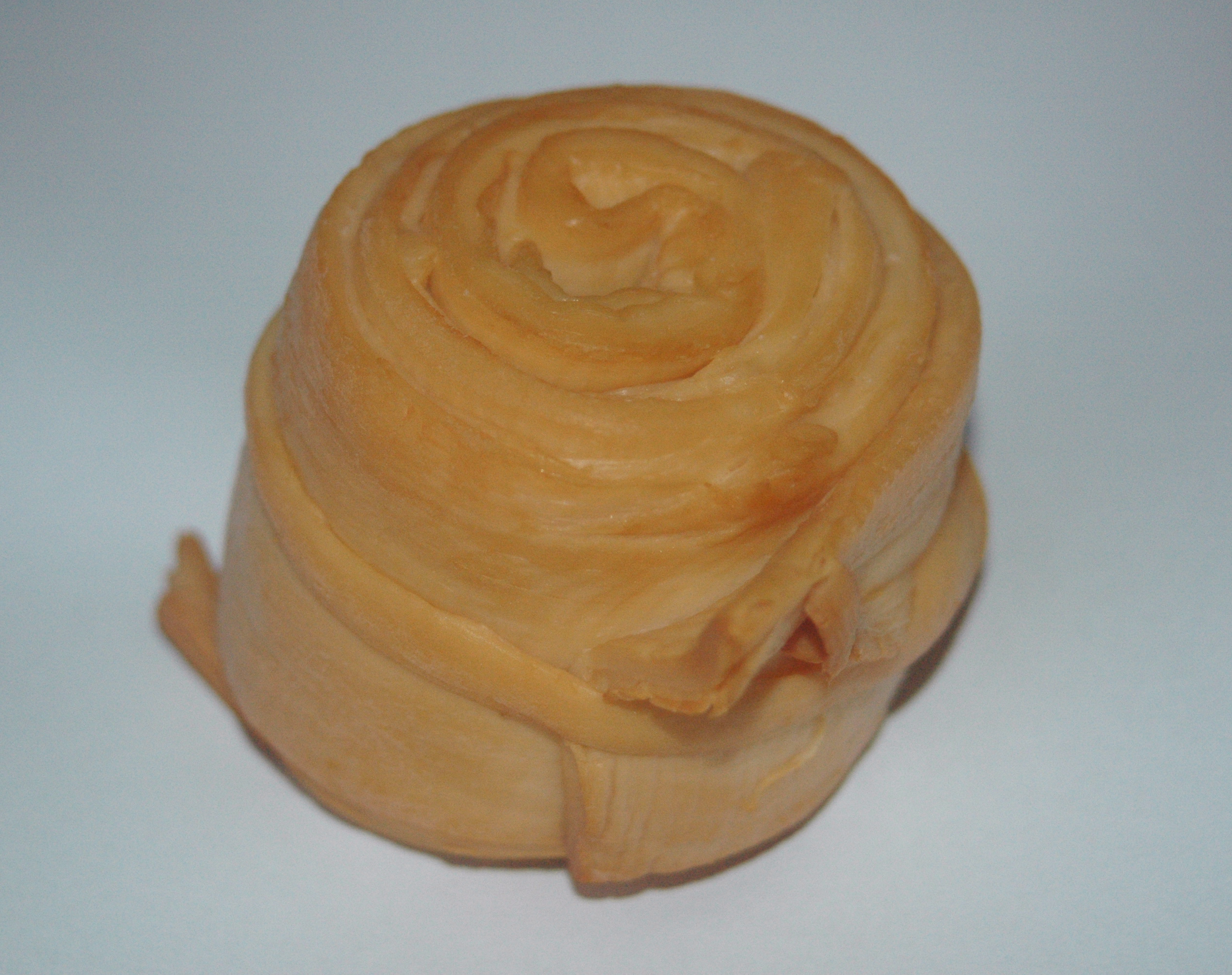
Parenica affumicata di Liptov

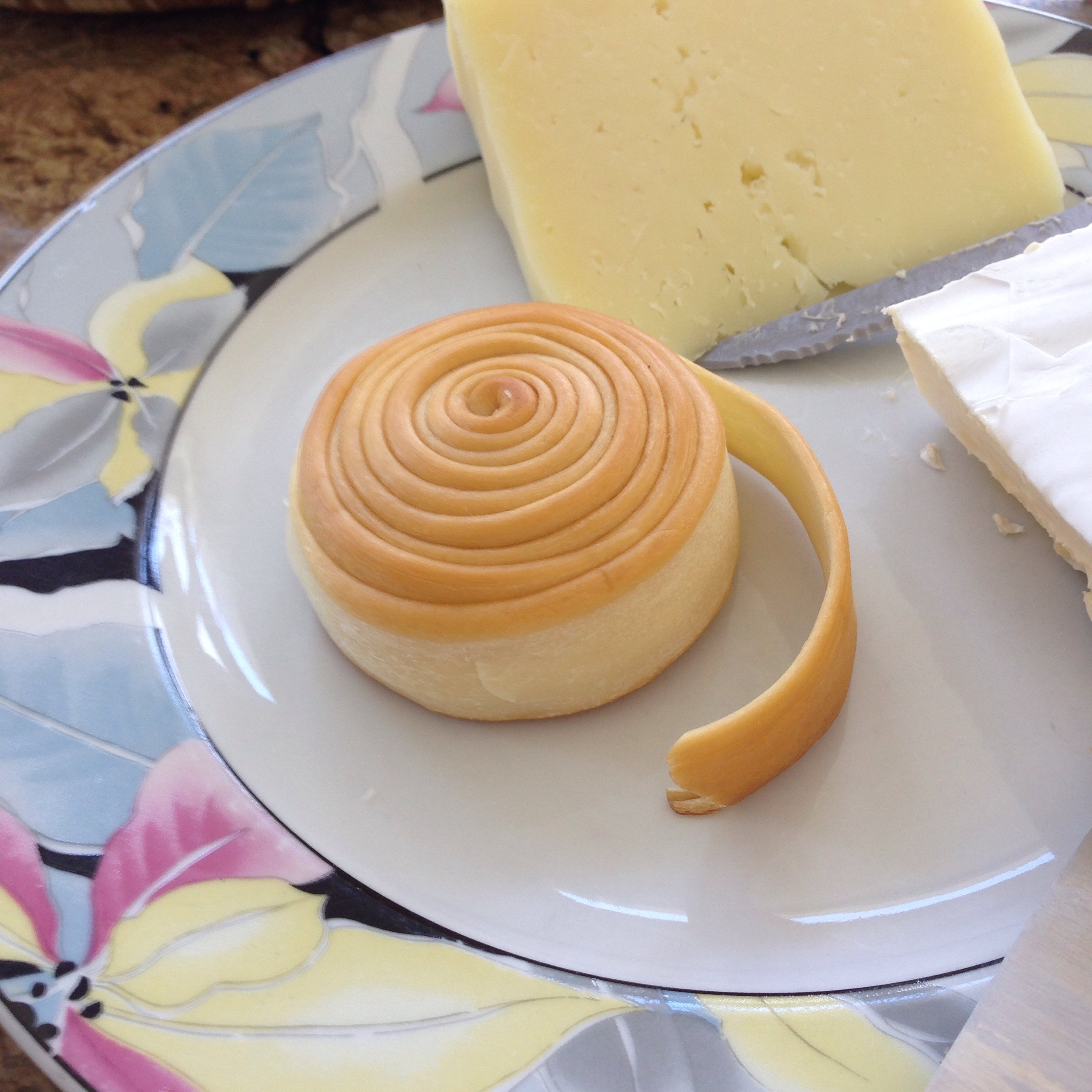
Parenica a forma di spirale

La parenica /ˈpareɲitsa/ è un tradizionale formaggio slovacco semiduro, senza crosta, semigrasso, cotto a vapore e solitamente affumicato, sebbene si trovi anche non affumicato. È cremoso e ha un colore giallo che si scurisce quando viene affumicato. Viene prodotto in strisce, che vengono attorcigliate a spirale dando una forma finale che ricorda una lumaca.
Il nome deriva dalla parola slovacca per vaporizzare. La Parenica è un'Indicazione Geografica Protetta dall'Unione Europea.